# Câmara Municipal de Vitória da Conquista
A Câmara Municipal de Vitória da Conquista é o órgão legislativo unicameral do município de Vitória da Conquista, cidade localizada na região Sudoeste da Bahia, fundada em 9 de novembro de 1840, oportunidade em que se deu a instalação da Imperial Vila da Vitória.

## História
Em 1840, através da Lei 124 de 19 de Maio, sancionada pelo então presidente da província da Bahia, Tomás Xavier Garcia d'Almeida, que o Distrito da Vitória foi desmembrado de Caitité, sendo elevado à condição de Vila, com a consequente instalação da sua Câmara Municipal no dia 09 de novembro do mesmo ano.
Após a queda do Império do Brasil e implantação da República em 1889, mas precisamente em junho de 1891, a Imperial Vila da Vitória passou a ser chamada de Cidade de Conquista, deixando de ser Vila, passando a receber o status de Cidade. Somente através do Decreto Estadual n° 141 de 31 de dezembro de 1943, que o município passou a denominar-se Vitória da Conquista.

## Comissões
| Comissões Temáticas                                          | 2025-2026                       | 2025-2026                                 | 2025-2026 |
| Comissões Temáticas                                          | Presidentes                     | Membros                                   | Ref.      |
| ------------------------------------------------------------ | ------------------------------- | ----------------------------------------- | --------- |
| Comissão de Agricultura (CA)                                 | Adinilson Pereira (UNIÃO)       | Subtenente Muniz (PDT)                    | [ 4 ]     |
| Comissão de Agricultura (CA)                                 | Adinilson Pereira (UNIÃO)       | Luciano Gomes (PCdoB)                     | [ 4 ]     |
| Comissão de Cultura e Esporte (CCE)                          | Paulinho Oliveira (PSDB)        | Ricardo Gordo (PSB)                       | [ 5 ]     |
| Comissão de Cultura e Esporte (CCE)                          | Paulinho Oliveira (PSDB)        | Ricardo Babão (PCdoB)                     | [ 5 ]     |
| Comissão de Defesa dos Direitos da Mulher (CDDM)             | Viviane Sampaio (PT)            | Leia de Quinho (PSD)                      | [ 6 ]     |
| Comissão de Defesa dos Direitos da Mulher (CDDM)             | Viviane Sampaio (PT)            | Cris Rocha (MDB)                          | [ 6 ]     |
| Comissão de Educação (CE)                                    | Edivaldo Ferreira Júnior (PSDB) | Doutora Lara (Republicanos)               | [ 7 ]     |
| Comissão de Educação (CE)                                    | Edivaldo Ferreira Júnior (PSDB) | Alexandre Xandó (PT)                      | [ 7 ]     |
| Comissão de Ética (CET)                                      | Bibia (UNIÃO)                   | Luis Carlos Dudé (UNIÃO)                  | [ 8 ]     |
| Comissão de Ética (CET)                                      | Bibia (UNIÃO)                   | Viviane Sampaio (PT)                      | [ 8 ]     |
| Comissão de Fiscalização dos Atos do Poder Executivo (CFAPE) | Paulinho Oliveira (PSDB)        | Bibia (UNIÃO)                             | [ 9 ]     |
| Comissão de Fiscalização dos Atos do Poder Executivo (CFAPE) | Paulinho Oliveira (PSDB)        | Fernando Jacaré (PT)                      | [ 9 ]     |
| Comissão de Finanças e Orçamento (CFO)                       | Diogo Azevedo (UNIÃO)           | Márcio de Vivi (PSD)                      | [ 10 ]    |
| Comissão de Finanças e Orçamento (CFO)                       | Diogo Azevedo (UNIÃO)           | Luciano Gomes (PCdoB)                     | [ 10 ]    |
| Comissão de Legislação, Justiça e Redação Final (CLJRF)      | Luis Carlos Dudé (UNIÃO)        | Edivaldo Ferreira Júnior (PSDB)           | [ 11 ]    |
| Comissão de Legislação, Justiça e Redação Final (CLJRF)      | Luis Carlos Dudé (UNIÃO)        | Fernando Jacaré (PT)                      | [ 11 ]    |
| Comissão de Legislação Participativa (CLP)                   | Presidência Vaga                | Márcio de Vivi (PSD)                      | [ 12 ]    |
| Comissão de Legislação Participativa (CLP)                   | Presidência Vaga                | Alexandre Xandó (PT)                      | [ 12 ]    |
| Comissão Meio Ambiente (CMA)                                 | Leia de Quinho (PSD)            | Adinilson Pereira (UNIÃO)                 | [ 13 ]    |
| Comissão Meio Ambiente (CMA)                                 | Leia de Quinho (PSD)            | Dinho dos Campinhos (Republicanos)        | [ 13 ]    |
| Comissão de Obras e Serviços Públicos (COSP)                 | Márcio de Vivi (PSD)            | Herminio Oliveira (PP)                    | [ 14 ]    |
| Comissão de Obras e Serviços Públicos (COSP)                 | Márcio de Vivi (PSD)            | -                                         | [ 14 ]    |
| Comissão de Proteção e Defesa do Consumidor (CPDC)           | Andreson Ribeiro (PCdoB)        | Cris Rocha (MDB)                          | [ 15 ]    |
| Comissão de Proteção e Defesa do Consumidor (CPDC)           | Andreson Ribeiro (PCdoB)        | Herminio Oliveira (PP)                    | [ 15 ]    |
| Comissão de Saúde e Assistência Social (CSAS)                | Doutora Lara (Republicanos)     | Diogo Azevedo (UNIÃO)                     | [ 16 ]    |
| Comissão de Saúde e Assistência Social (CSAS)                | Doutora Lara (Republicanos)     | Ricardo Babão (PCdoB)                     | [ 16 ]    |
| Comissões Especiais                                          | 2025-2026                       | 2025-2026                                 | 2025-2026 |
| Comissões Especiais                                          | Presidentes                     | Membros                                   | Ref.      |
| Comissão Especial de Reforma à Lei Orgânica (CERLO)          | Luis Carlos Dudé (UNIÃO)        | Edivaldo Ferreira Júnior (PSDB) - Relator | [ 17 ]    |
| Comissão Especial de Reforma à Lei Orgânica (CERLO)          | Luis Carlos Dudé (UNIÃO)        | Alexandre Xandó (PT)                      | [ 17 ]    |
| Comissão Especial de Reforma à Lei Orgânica (CERLO)          | Luis Carlos Dudé (UNIÃO)        | Fernando Jacaré (PT)                      | [ 17 ]    |
| Comissão Especial de Reforma à Lei Orgânica (CERLO)          | Luis Carlos Dudé (UNIÃO)        | Luciano Gomes (PCdoB)                     | [ 17 ]    |

## Mesa Diretora
Por meio de votação direta, realizada na cerimônia de posse dos 23 vereadores eleitos para o quadriênio 2025-2028, no dia 1° de janeiro de 2025, foi eleita para a mesa diretora os seguintes parlamentares, que compuseram a única chapa para a mesa diretora.
| Mesa Diretora da Câmara Municipal de Vitória da Conquista (Biênio 2025-2026) | Mesa Diretora da Câmara Municipal de Vitória da Conquista (Biênio 2025-2026) | Mesa Diretora da Câmara Municipal de Vitória da Conquista (Biênio 2025-2026) | Mesa Diretora da Câmara Municipal de Vitória da Conquista (Biênio 2025-2026) |
| Cargo                                                                        | Parlamentar                                                                  | Partido                                                                      | Ref.                                                                         |
| ---------------------------------------------------------------------------- | ---------------------------------------------------------------------------- | ---------------------------------------------------------------------------- | ---------------------------------------------------------------------------- |
| Presidente                                                                   | Ivan Cordeiro                                                                | PL                                                                           | [ 21 ] [ 22 ]                                                                |
| 1° Vice-presidente                                                           | Luciano Gomes                                                                | PCdoB                                                                        | [ 21 ] [ 22 ]                                                                |
| 2ª Vice-presidente                                                           | Cris Rocha                                                                   | MDB                                                                          | [ 21 ] [ 22 ]                                                                |
| 1° Secretário                                                                | Hermínio oliveira                                                            | PP                                                                           | [ 21 ] [ 22 ]                                                                |
| 2° Secretário                                                                | Dinho dos Campinhos e Simão                                                  | Republicanos                                                                 | [ 21 ] [ 22 ]                                                                |

## Participação dos Partidos
Distribuição dos partidos entre os 23 vereadores na câmara municipal de acordo com a Eleição municipal de Vitória da Conquista em 2024.
| Partido      | Vereadores |
| ------------ | ---------- |
| UNIÃO        | 4          |
| PSDB         | 3          |
| PCdoB        | 3          |
| PT           | 3          |
| PSD          | 2          |
| Republicanos | 2          |
| PP           | 1          |
| PL           | 1          |
| PSB          | 1          |
| PDT          | 1          |
| MDB          | 1          |
| Avante       | 1          |